# Calta
Calta là một chi bướm đêm thuộc họ Geometridae.